# Simićevo
Simićevo (em cirílico: Симићево) é uma vila da Sérvia localizada no município de Žabari, pertencente ao distrito de Braničevo, na região de Braničevo. A sua população era de 1191 habitantes segundo o censo de 2002.

## Demografia
| 1948  | 1953  | 1961  | 1971  | 1981  | 1991  | 2002  | 2011  |
| ----- | ----- | ----- | ----- | ----- | ----- | ----- | ----- |
| 3 089 | 3 065 | 2 769 | 2 514 | 2 263 | 2 006 | 1 465 | 1 191 |